# Alpiner Skieuropacup 1995/96
Die Saison 1995/1996 des Alpinen Skieuropacups begann am 9. Dezember 1995 in Špindlerův Mlýn (CZE) und endete am 6. März 1996 in Champoluc (ITA). Bei den Männern wurden 37 Rennen ausgetragen (8 Abfahrten, 6 Super-G, 11 Riesenslaloms, 12 Slaloms), bei den Frauen hingegen nur 27 Rennen (6 Abfahrten, 5 Super-G, 8 Riesenslaloms, 8 Slaloms).

## Europacupwertungen

### Gesamtwertung
| Rang | Name               | Land       | Punkte |
| ---- | ------------------ | ---------- | ------ |
| 1    | Hermann Maier      | Österreich | 193    |
| 2    | Thomas Sykora      | Österreich | 150    |
| 3    | Kilian Albrecht    | Österreich | 143    |
| 4    | Norbert Holzknecht | Österreich | 135    |
| 5    | Fritz Strobl       | Österreich | 128    |
| 6    | Fabio De Crignis   | Italien    | 124    |
| 7    | Didier Plaschy     | Schweiz    | 119    |
| 8    | Heinrich Rupp      | Schweiz    | 117    |
| 9    | Patrick Wirth      | Österreich | 109    |
| 100  | Jesper Brugge      | Schweden   | 107    |

| Rang | Name                      | Land               | Punkte |
| ---- | ------------------------- | ------------------ | ------ |
| 1    | Swetlana Gladyschewa      | Russland           | 139    |
| 1    | Sylviane Berthod          | Schweiz            | 139    |
| 3    | Cornelia Meusburger       | Österreich         | 116    |
| 4    | Selina Heregger           | Österreich         | 114    |
| 5    | Andrine Flemmen           | Norwegen           | 106    |
| 6    | Brigitte Obermoser        | Österreich         | 100    |
| 7    | Mélanie Turgeon           | Kanada             | 093    |
| 8    | Kjersti Bjorn-Roli        | Vereinigte Staaten | 092    |
| 9    | Martina Fortkord          | Schweden           | 089    |
| 100  | Carolina Waidhofer-Dummer | Österreich         | 084    |

### Abfahrt
| Rang | Name               | Land       | Punkte |
| ---- | ------------------ | ---------- | ------ |
| 1    | Norbert Holzknecht | Österreich | 123    |
| 2    | Heinrich Rupp      | Schweiz    | 117    |
| 3    | Markus Herrmann    | Schweiz    | 075    |
| 4    | Fritz Strobl       | Österreich | 068    |
| 5    | Stephan Eberharter | Österreich | 051    |

| Rang | Name                 | Land       | Punkte |
| ---- | -------------------- | ---------- | ------ |
| 1    | Swetlana Gladyschewa | Russland   | 94     |
| 2    | Brigitte Obermoser   | Österreich | 79     |
| 2    | Mélanie Turgeon      | Kanada     | 79     |
| 4    | Swetlana Nowikowa    | Russland   | 75     |
| 5    | Sylviane Berthod     | Schweiz    | 60     |

### Super-G
| Rang | Name            | Land       | Punkte |
| ---- | --------------- | ---------- | ------ |
| 1    | Fritz Strobl    | Österreich | 60     |
| 2    | Richard Kröll   | Österreich | 55     |
| 3    | Hermann Maier   | Österreich | 52     |
| 3    | Kilian Albrecht | Österreich | 52     |
| 5    | Patrik Järbyn   | Schweden   | 50     |

| Rang | Name                 | Land       | Punkte |
| ---- | -------------------- | ---------- | ------ |
| 1    | Sylviane Berthod     | Schweiz    | 79     |
| 2    | Leatitia Dalloz      | Frankreich | 56     |
| 3    | Daniela Ceccarelli   | Italien    | 48     |
| 4    | Marianne Brechu      | Frankreich | 47     |
| 5    | Swetlana Gladyschewa | Russland   | 45     |

### Riesenslalom
| Rang | Name                 | Land       | Punkte |
| ---- | -------------------- | ---------- | ------ |
| 1    | Hermann Maier        | Österreich | 114    |
| 2    | Heinz Schilchegger   | Österreich | 089    |
| 3    | Massimo Zucchelli    | Italien    | 079    |
| 4    | Manfred Kleinlercher | Österreich | 074    |
| 5    | Patrick Wirth        | Österreich | 069    |

| Rang | Name             | Land       | Punkte |
| ---- | ---------------- | ---------- | ------ |
| 1    | Barbara Milani   | Italien    | 77     |
| 1    | Selina Heregger  | Österreich | 77     |
| 1    | Andrine Flemmen  | Norwegen   | 77     |
| 4    | Martina Fortkord | Schweden   | 69     |
| 5    | Catherine Borghi | Schweiz    | 47     |

### Slalom
| Rang | Name             | Land       | Punkte |
| ---- | ---------------- | ---------- | ------ |
| 1    | Thomas Sykora    | Österreich | 150    |
| 2    | Fabio De Crignis | Italien    | 124    |
| 3    | Didier Plaschy   | Schweiz    | 119    |
| 4    | Mika Marila      | Finnland   | 101    |
| 5    | Angelo Weiss     | Italien    | 097    |

| Rang | Name                      | Land        | Punkte |
| ---- | ------------------------- | ----------- | ------ |
| 1    | Angela Zimmermann         | Deutschland | 71     |
| 2    | Trine Bakke               | Norwegen    | 68     |
| 2    | Carolina Waidhofer-Dummer | Österreich  | 68     |
| 4    | Claudia Riegler           | Neuseeland  | 55     |
| 5    | Hanna Orre                | Schweden    | 49     |

## Podestplatzierungen Herren

### Abfahrt
| Datum      | Ort              | 1. Platz                 | 2. Platz                   | 3. Platz                   |
| ---------- | ---------------- | ------------------------ | -------------------------- | -------------------------- |
| 10.12.1995 | Gröden (ITA)     | Markus Herrmann (SUI)    | Michael Lichtenegger (AUT) | Edi Dreschl (AUT)          |
| 11.12.1995 | Gröden (ITA)     | Markus Herrmann (SUI)    | Roland Fischnaller (ITA)   | Heinrich Rupp (SUI)        |
| 15.01.1996 | Les Orres (FRA)  | Norbert Holzknecht (AUT) | Andrei Filitschkin (RUS)   | Stephan Eberharter (AUT)   |
| 16.01.1996 | Les Orres (FRA)  | Fritz Strobl (AUT)       | Andrei Filitschkin (RUS)   | Stephan Eberharter (AUT)   |
| 21.01.1996 | Zauchensee (AUT) | Heinrich Rupp (SUI)      | Clic Bloomfield (USA)      | Fritz Strobl (AUT)         |
| 22.01.1996 | Zauchensee (AUT) | Heinrich Rupp (SUI)      | Graydon Oldfield (CAN)     | Christian Deißenböck (GER) |
| 27.01.1996 | Veysonnaz (FRA)  | Norbert Holzknecht (AUT) | Erik Seletto (ITA)         | Jason Rosener (USA)        |
| 27.01.1996 | Veysonnaz (FRA)  | Markus Herrmann (SUI)    | Norbert Holzknecht (AUT)   | Max Rauffer (GER)          |

### Super-G
| Datum      | Ort              | 1. Platz            | 2. Platz                 | 3. Platz                             |
| ---------- | ---------------- | ------------------- | ------------------------ | ------------------------------------ |
| 12.12.1995 | Valloire (FRA)   | Patrik Järbyn (SWE) | Kilian Albrecht (AUT)    | Heinrich Rupp (SUI)                  |
| 12.12.1995 | Obereggen (ITA)  | Patrik Järbyn (SWE) | Andrei Filitschkin (RUS) | Harald Christian Strand Nilsen (NOR) |
| 17.01.1996 | Les Orres (FRA)  | Richard Kröll (AUT) | Patrick Wirth (AUT)      | Kilian Albrecht (AUT)                |
| 18.01.1996 | Les Orres (FRA)  | Richard Kröll (AUT) | Fritz Strobl (AUT)       | Vincent Millet (FRA)                 |
| 23.01.1996 | Zauchensee (AUT) | Hermann Maier (AUT) | Fritz Strobl (AUT)       | Erik Seletto (ITA)                   |
| 24.01.1996 | Zauchensee (AUT) | Hermann Maier (AUT) | Stephan Eberharter (AUT) | Jernej Koblar (SLO)                  |

### Riesenslalom
| Datum      | Ort                   | 1. Platz                   | 2. Platz                   | 3. Platz                   |
| ---------- | --------------------- | -------------------------- | -------------------------- | -------------------------- |
| 15.12.1995 | Bardonecchia (ITA)    | Patrick Wirth (AUT)        | Stefan Curra (AUT)         | Giorgio Rocca (ITA)        |
| 16.12.1995 | Bardonecchia (ITA)    | Patrick Wirth (AUT)        | Rune Andre Oestby (NOR)    | Giorgio Rocca (ITA)        |
| 08.01.1996 | Les Arcs (FRA)        | Steve Locher (SUI)         | Hermann Maier (AUT)        | Stefan Curra (AUT)         |
| 09.01.1996 | Les Arcs (FRA)        | Hermann Maier (AUT)        | Steve Locher (SUI)         | Hans Petter Buraas (NOR)   |
| 11.01.1996 | Serre Chevalier (FRA) | Hermann Maier (AUT)        | Kilian Albrecht (AUT)      | Gerhard Königsrainer (ITA) |
| 09.02.1996 | Sella Nevea (ITA)     | Hermann Maier (AUT)        | Massimo Zucchelli (ITA)    | Rainer Schönfelder (AUT)   |
| 10.02.1996 | Sella Nevea (ITA)     | Massimo Zucchelli (ITA)    | Kilian Albrecht (AUT)      | Gianluca Grigoletto (ITA)  |
| 12.02.1996 | Kranjska Gora (SLO)   | Gerhard Königsrainer (ITA) | Patrick Holzer (ITA)       | Matteo Nana (ITA)          |
| 14.02.1996 | St. Johann (AUT)      | Marco Büchel (LIE)         | Patrick Staub (SUI)        | Matteo Nana (ITA)          |
| 15.02.1996 | St. Johann (AUT)      | Heinz Schilchegger (AUT)   | Manfred Kleinlercher (AUT) | Are Torpe (NOR)            |
| 05.03.1996 | Champoluc (ITA)       | Heinz Schilchegger (AUT)   | Massimo Zucchelli (ITA)    | Ivan Bormolini (ITA)       |

### Slalom
| Datum      | Ort                        | 1. Platz               | 2. Platz                    | 3. Platz               |
| ---------- | -------------------------- | ---------------------- | --------------------------- | ---------------------- |
| 13.12.1995 | Obereggen (ITA)            | Jesper Brugge (SWE)    | Yves Dimier (FRA)           | Sébastien Amiez (FRA)  |
| 20.12.1995 | Madonna di Campiglio (ITA) | Thomas Sykora (AUT)    | Thomas Stangassinger (AUT)  | Fabio De Crignis (ITA) |
| 21.12.1995 | Madonna di Campiglio (ITA) | Jesper Brugge (SWE)    | Didier Plaschy (SUI)        | Fabrizio Tescari (ITA) |
| 12.01.1996 | Serre Chevalier (FRA)      | Andrej Miklavc (SLO)   | Kilian Albrecht (AUT)       | Mika Marila (FIN)      |
| 30.01.1996 | Lenzerheide (SUI)          | Fabio De Crignis (ITA) | Didier Plaschy (SUI)        | Kiminobu Kimura (JPN)  |
| 31.01.1996 | Lenzerheide (SUI)          | Kiminobu Kimura (JPN)  | Michael von Grünigen (SUI)  | Fabio De Crignis (ITA) |
| 06.02.1996 | Altaussee (AUT)            | Thomas Sykora (AUT)    | Ole Kristian Furuseth (NOR) | François Simond (FRA)  |
| 07.02.1996 | Altaussee (AUT)            | Thomas Sykora (AUT)    | Thomas Stangassinger (AUT)  | Martin Hansson (SWE)   |
| 11.02.1996 | Kranjska Gora (SLO)        | Thomas Sykora (AUT)    | Alois Vogl (GER)            | Kiminobu Kimura (JPN)  |
| 01.03.1996 | Kempten (GER)              | Thomas Sykora (AUT)    | Angelo Weiss (ITA)          | Fabio De Crignis (ITA) |
| 02.03.1996 | Missen (GER)               | Thomas Sykora (AUT)    | Didier Plaschy (SUI)        | Fabio De Crignis (ITA) |
| 06.03.1996 | Champoluc (ITA)            | Angelo Weiss (ITA)     | Fabio De Crignis (ITA)      | Yves Dimier (FRA)      |

## Podestplatzierungen Damen

### Abfahrt
| Datum      | Ort              | 1. Platz                 | 2. Platz                   | 3. Platz                  |
| ---------- | ---------------- | ------------------------ | -------------------------- | ------------------------- |
| 20.12.1995 | Zauchensee (AUT) | Swetlana Nowikowa (RUS)  | Brigitte Obermoser (AUT)   | Romina Dei Cas (ITA)      |
| 21.12.1995 | Zauchensee (AUT) | Swetlana Nowikowa (RUS)  | Swetlana Gladyschewa (RUS) | Brigitte Obermoser (AUT)  |
| 31.01.1996 | Innerkrems (AUT) | Kjersti Bjorn-Roli (USA) | Mélanie Turgeon (CAN)      | Marianna Salchinger (AUT) |
| 01.02.1996 | Innerkrems (AUT) | Brigitte Obermoser (AUT) | Swetlana Gladyschewa (RUS) | Elena Bresciani (ITA)     |
| 07.02.1996 | Pra-Loup (FRA)   | Mélanie Turgeon (CAN)    | Cornelia Meusburger (AUT)  | Sylviane Berthod (SUI)    |
| 08.02.1996 | Pra-Loup (FRA)   | Mélanie Turgeon (CAN)    | Swetlana Gladyschewa (RUS) | Karine Allard (FRA)       |

### Super-G
| Datum      | Ort              | 1. Platz                   | 2. Platz                   | 3. Platz                 |
| ---------- | ---------------- | -------------------------- | -------------------------- | ------------------------ |
| 02.02.1996 | Innerkrems (AUT) | Sylviane Berthod (SUI)     | Swetlana Gladyschewa (RUS) | Andrine Flemmen (NOR)    |
| 03.02.1996 | Innerkrems (AUT) | Swetlana Gladyschewa (RUS) | Sylviane Berthod (SUI)     | Kjersti Bjorn-Roli (USA) |
| 09.02.1996 | Pra-Loup (FRA)   | Sylviane Berthod (SUI)     | Marianne Brechu (FRA)      | Marta Antonioli (ITA)    |
| 09.02.1996 | Pra-Loup (FRA)   | Leatitia Dalloz (FRA)      | Cornelia Meusburger (AUT)  | Monika Tschirky (SUI)    |
| 12.02.1996 | Tignes (FRA)     | Leatitia Dalloz (FRA)      | Elisabeth Brandner (GER)   | Marianne Brechu (FRA)    |

### Riesenslalom
| Datum      | Ort                    | 1. Platz                       | 2. Platz               | 3. Platz                       |
| ---------- | ---------------------- | ------------------------------ | ---------------------- | ------------------------------ |
| 12.12.1995 | Haus im Ennstal (AUT)  | Erika Hansson (SWE)            | Ylva Nowén (SWE)       | Christiane Mitterwallner (AUT) |
| 13.12.1995 | Haus im Ennstal (AUT)  | Christiane Mitterwallner (AUT) | Erika Hansson (SWE)    | Annemarie Gerg (GER)           |
| 19.01.1996 | Krompachy-Plejsy (SVK) | Cornelia Meusburger (AUT)      | Selina Heregger (AUT)  | Andrine Flemmen (NOR)          |
| 20.01.1996 | Krompachy-Plejsy (SVK) | Karen Putzer (ITA)             | Catherine Borghi (SUI) | Patrizia Auer (ITA)            |
| 24.01.1996 | St. Sebastian (AUT)    | Martina Fortkord (SWE)         | Andrine Flemmen (NOR)  | Leila Demez (ITA)              |
| 25.01.1996 | St. Sebastian (AUT)    | Martina Fortkord (SWE)         | Karen Putzer (ITA)     | Andrine Flemmen (NOR)          |
| 16.02.1996 | Abetone (ITA)          | Sabina Panzanini (ITA)         | Selina Heregger (AUT)  | Annemarie Gerg (GER)           |
| 04.03.1996 | Champoluc (ITA)        | Lara Magoni (ITA)              | Sonja Stadler (AUT)    | Martina Fortkord (SWE)         |

### Slalom
| Datum      | Ort                    | 1. Platz                        | 2. Platz                        | 3. Platz                              |
| ---------- | ---------------------- | ------------------------------- | ------------------------------- | ------------------------------------- |
| 09.12.1995 | Špindlerův Mlýn (CZE)  | Ingrid Salvenmoser (AUT)        | Elfi Eder (AUT)                 | Angela Zimmermann (GER)               |
| 10.12.1995 | Špindlerův Mlýn (CZE)  | Kristina Andersson (SWE)        | Claudia Riegler (NZL)           | Veronika Kappaurer (AUT)              |
| 21.01.1996 | Krompachy-Plejsy (SVK) | Trine Bakke (NOR)               | Angela Zimmermann (GER)         | Sabine Egger (AUT)                    |
| 22.01.1996 | Krompachy-Plejsy (SVK) | Angela Zimmermann (GER)         | Trine Bakke (NOR)               | Edda Mutter (GER) Titti Rodling (SWE) |
| 27.01.1996 | Krieglach (AUT)        | Hanna Orre (SWE)                | Martina Fortkord (SWE)          | Carolina Waidhofer-Dummer (AUT)       |
| 28.01.1996 | Krieglach (AUT)        | Petra Haltmayr (GER)            | Carolina Waidhofer-Dummer (AUT) | Monika Bergmann (GER)                 |
| 15.02.1996 | Abetone (ITA)          | Carolina Waidhofer-Dummer (AUT) | Urška Hrovat (SLO)              | Sabine Egger (AUT)                    |
| 06.03.1996 | Champoluc (ITA)        | Claudia Riegler (NZL)           | Christel Pascal (FRA)           | Linda Ydeskog (SWE)                   |